# 下菲巴赫
下菲巴赫是德国巴伐利亚州的一个市镇。总面积29.63平方公里，总人口2519人，其中男性1282人，女性1237人（2011年12月31日），人口密度85人/平方公里。